# Braueriella phillyreae
Braueriella phillyreae är en tvåvingeart som först beskrevs av Löw 1877.  Braueriella phillyreae ingår i släktet Braueriella och familjen gallmyggor. Inga underarter finns listade i Catalogue of Life.